# アップスタイル

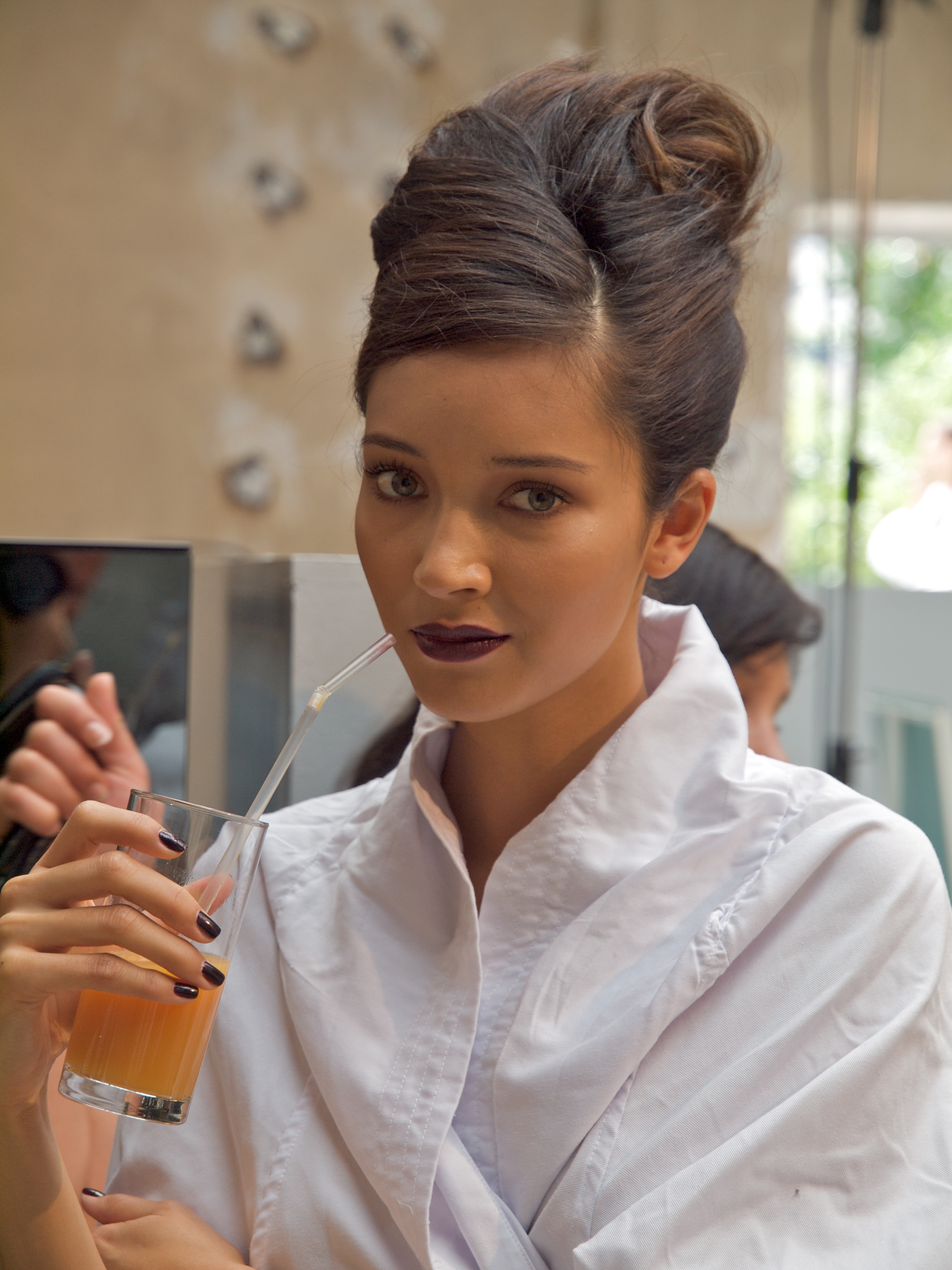
アップスタイルの女性

アップスタイル（和製英語：up style、英語: :updo, upsweep）は、女性の髪型の一種。髪を高く梳き上げてトップや後ろでまとめ、襟足を見せるヘアスタイル。アップヘア（和製英語:up hair）、もしくは単にアップともいう。

## 概要

典型的なお団子（左）とテールのあるお団子（右）

襟足を見せるように髪を束ねてなで上げ、頭頂または後頭部でまとめた髪型で、ポニーテールや、シニヨン (束ね髪) 、お団子ヘア、編み込みなどがこれに含まれる。アップの際に浮き上がった毛や後れ毛をまとめやすくするための整髪料もある。

## アップスタイルのいろいろ

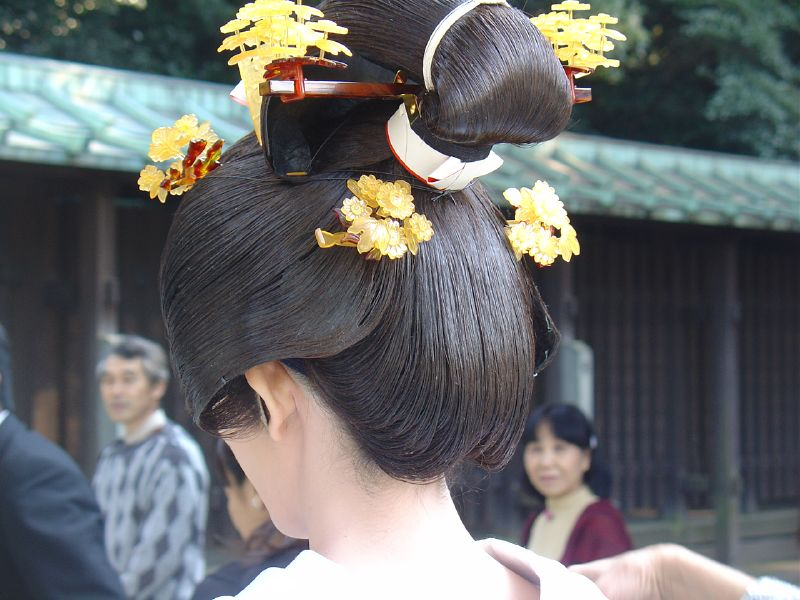
高島田
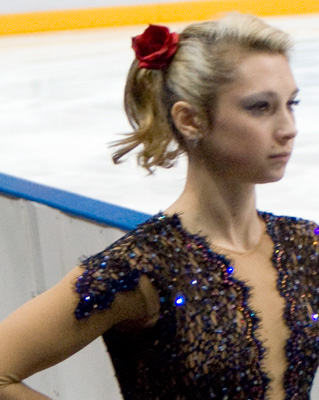
ポニーテール
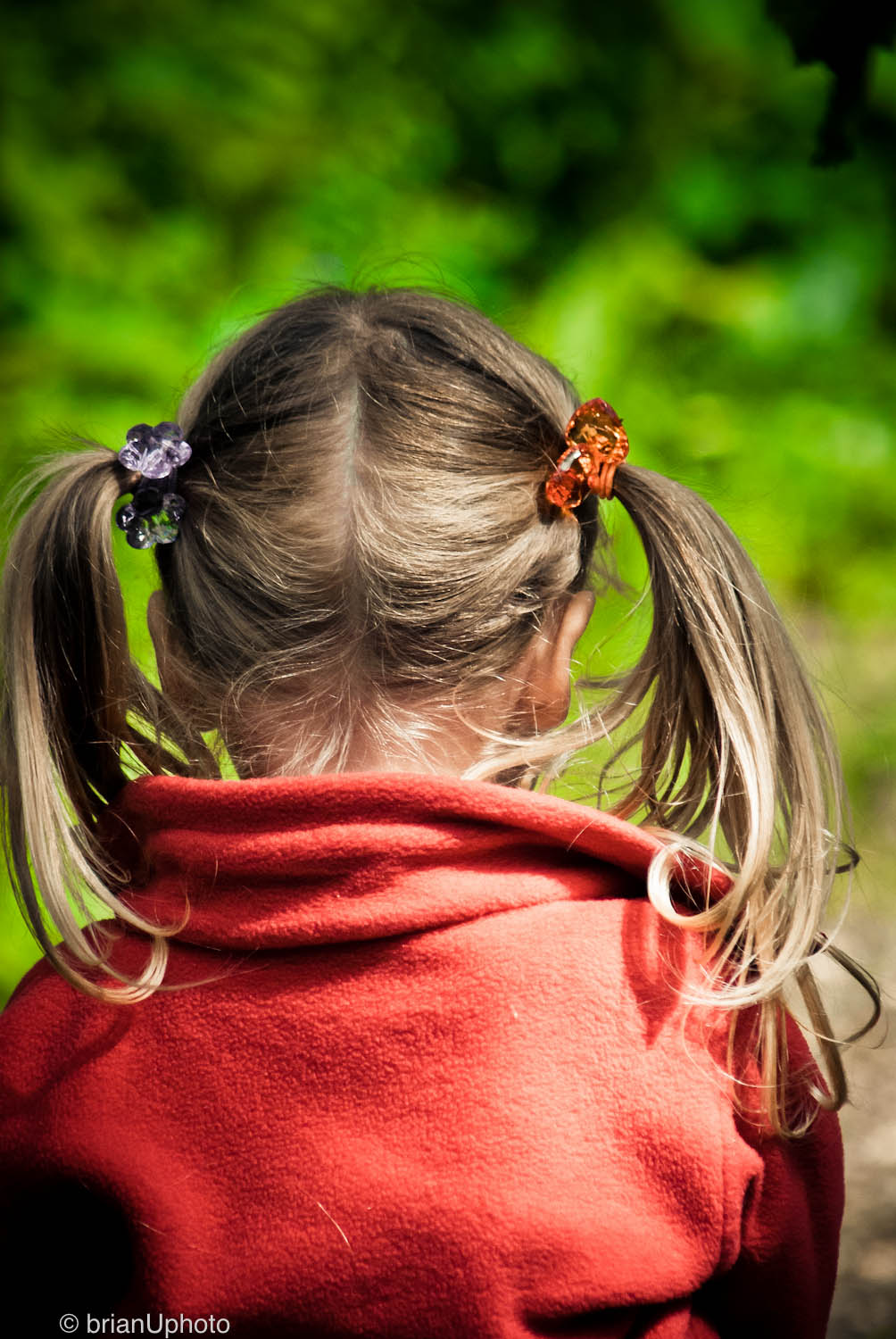
ツインテール
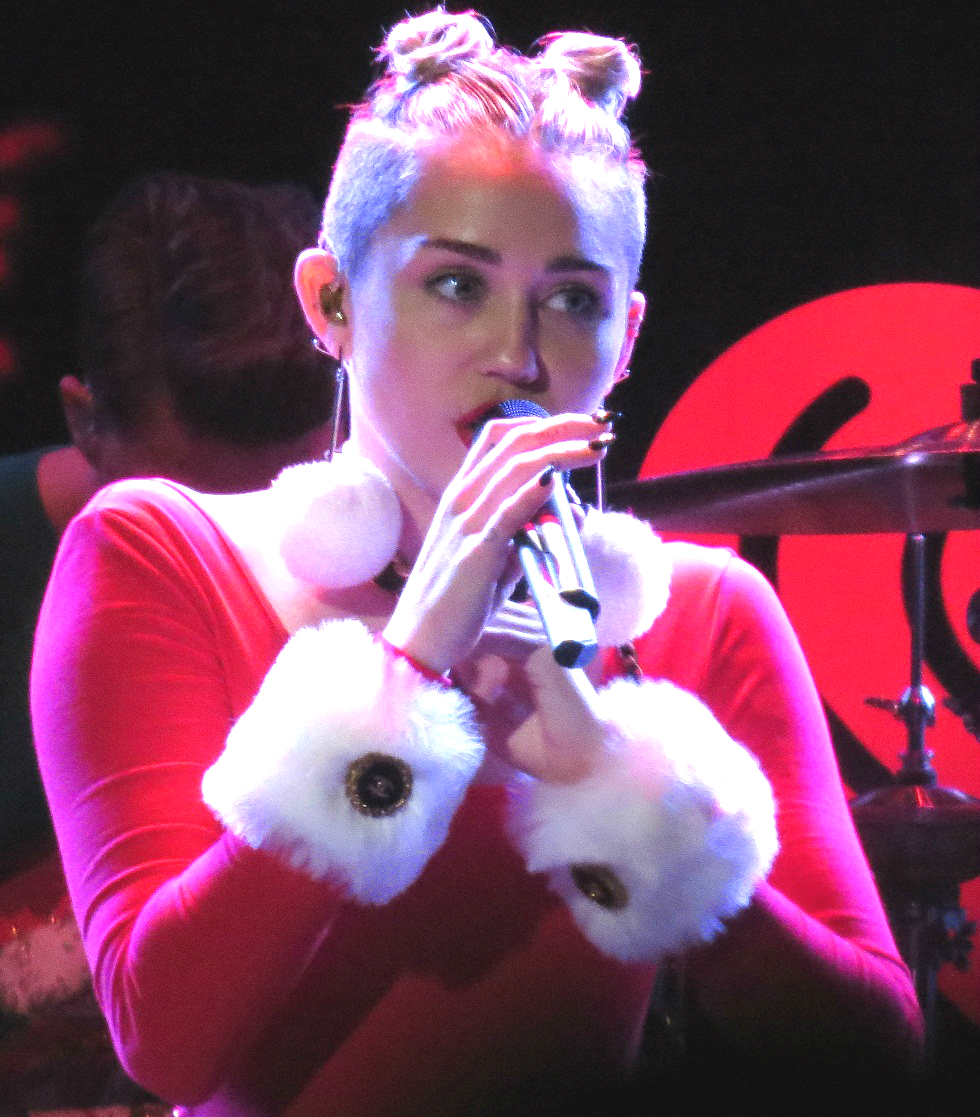
お団子